# The Gates of Delirium
The Gates of Delirium è un brano del gruppo di rock progressivo britannico Yes. Il brano, composto da tutti i membri del gruppo, è una suite di quasi ventidue minuti di durata e occupa l'intero lato A dell'LP Relayer, pubblicato nel 1974.
Prima della ristampa di Tales from Topographic Oceans, questo fu il brano musicale più lungo mai registrato in studio dalla band.
Vagamente basato su Guerra e Pace di Lev Tolstoj, il brano consta di un preludio che conduce a una vasta sezione strumentale, che rappresenta la battaglia, mentre la parte finale mostra le conseguenze dello scontro. Caratteristica del brano è proprio la sezione centrale, al limite del rumorismo, nella quale - quasi a simulare le battaglie - Jon Anderson e Alan White ottengono particolari effetti sonori utilizzando rottami e parti metalliche, come appare evidente nei video dell'epoca.
Una versione di 22 minuti e 40 secondi, registrata al Cobo Hall di Detroit il 17 agosto 1976, appare sull'album Yesshows, il secondo album dal vivo degli Yes.

## Soon
L'ultima parte del brano, intitolata Soon, fu pubblicata come singolo l'8 gennaio 1975 dalla Atlantic Records nel 45 giri Soon/Sound Chaser. Oltreché dalla voce Anderson, il brano - che stilisticamente ed emotivamente si distacca completamente dal resto della suite - è arricchito dalla celebre parte per lap steel, suonata da Steve Howe.

## Formazione
- Jon Anderson – voce
- Chris Squire – basso e voce
- Steve Howe – chitarra e voce
- Patrick Moraz – tastiere
- Alan White – batteria